# 澳門供水
澳門供水是指澳門的供水歷史和狀況。澳門的水資源嚴重缺乏，不能單靠降雨來提供充足的食水。澳門居民之用水需求自1932年開始由專營機構澳門自來水股份有限公司所負責，絕大部分原水依賴中國廣東省珠江主流的西江供應，只有小部分來自降雨。2005年，兩部分的比例分別是98%來自廣東省供應，降雨則佔2%。

## 沿革

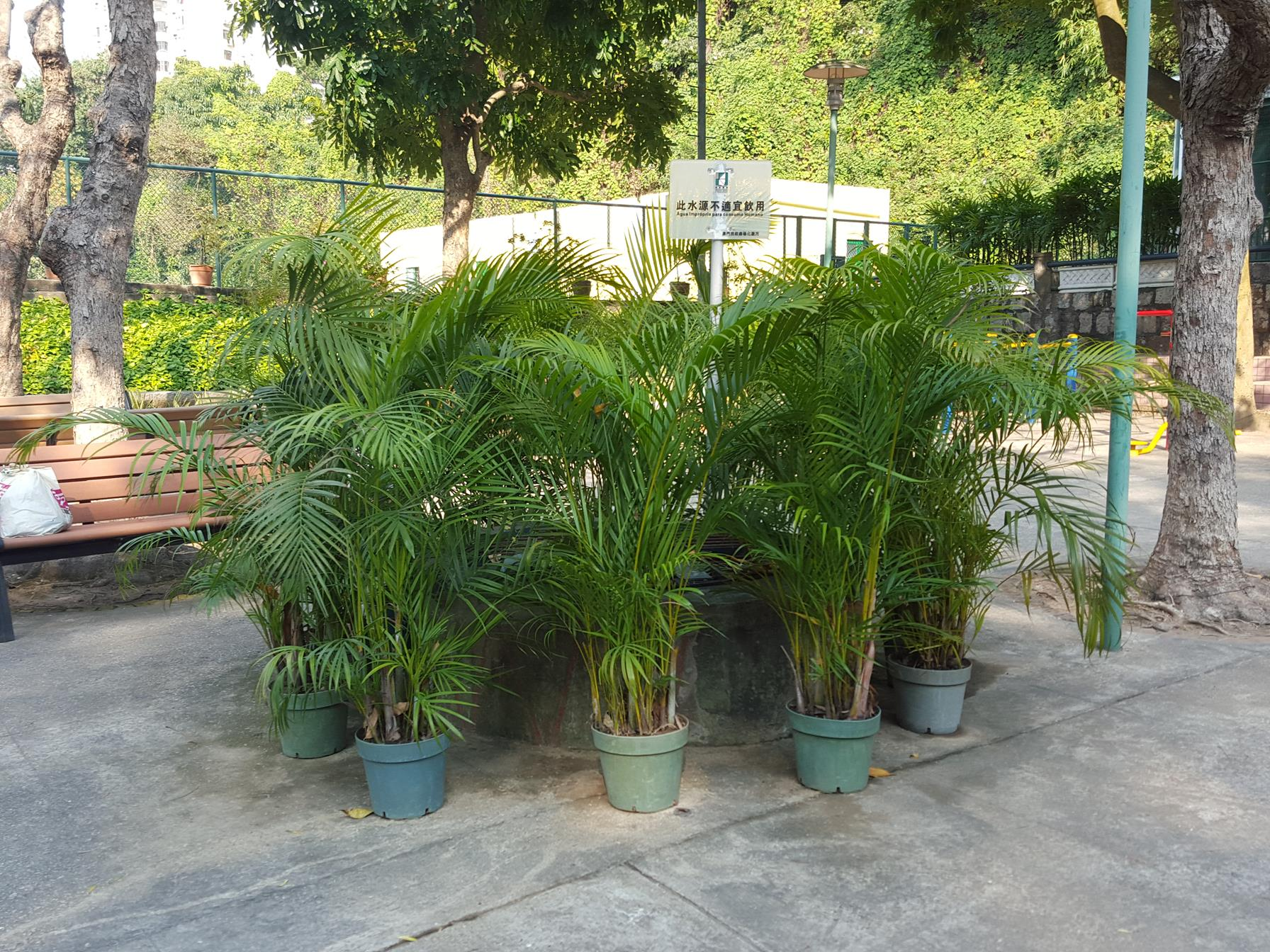
二龍喉公園內一個廢棄了的水井

澳門市民早期的淡水來自泉眼、水井、河流、地下水和貯載降雨等天然水源，直至1924年澳葡政府才於松山的鱷魚潭建造澳門第一個公眾水庫。但由於該水庫體積小，故只有限度供應自來水。六和自來水公司曾在1928年成立，首創自來水公司先河。其後在1932年，私營的澳門自來水股份有限公司成立，食水以極基本及簡單的方法供應。三年後，澳葡政府與澳門電燈公司簽訂了長達60年的供水專營合約，並於1935年8月1日正式運作。青洲自來水廠在1936年7月19日啟用，來自青洲河的原水經淨化處理供應市民。其後青洲泵房擴建、新口岸水塘亦告建成。
隨著廣東省珠海幾個水庫輸水工程相繼建成，廣東省的銀坑水庫和竹仙洞水庫正式在1960年開始對澳門供應原水。1963年，廣東省出現嚴重旱災，澳門的食水供應出現緊張。澳門自1966年開始向珠海購買原水，以應付社會發展的需要。1967年1月初澳門左派發動罷市，廣東省更停止對澳門供應食水以迫使澳葡政府屈服。1968年後，前山水壩、吉大水庫、南屏河和大鏡山水庫相繼向澳門供應原水。雖然社會需求日增，但自來水公司卻由於資金不足和技術落後等問題，其供水能力不敷應付人口及經濟增長的需求，其水質安全問題更困擾居民。1980年，青洲泵站更因受工廠廢水污染而被迫關閉。直到1982年，法國利安杜美思集團和周大福企業有限公司組成的中法水務有限公司，並取得85%的控股權而入主自來水公司。1985年6月，改組後的自來水公司與澳葡政府簽訂為期25年的“食水供應公共服務專營合約”。自來水公司改組後，其技術和資源獲改善，同年水質即首次符合歐洲共市飲用水標準。自磨刀門供水工程在1988年完成後，澳門較長久的可靠水源基本上得到保證。1998年，位於漁翁街的新口岸水塘新水廠第一期投入運作。隨著兩個位於氹仔的配水庫在2000年建成，澳門離島的供水穩定性亦大大加強。
2006年，為解決鹹潮問題，珠海市進行了“珠海市咸期应急供水工程”。該工程原名称为“西水东调一期工程”、“平岗泵站咸期供水配套工程”。工程从磨刀门西岸平岗泵站引水至磨刀门东岸广昌泵站，由四部分组成：（一）平岗泵站扩建，将其输水能力由现在的24万吨/天扩建为124万吨/天；（二）平岗泵站至广昌泵站输水管线铺设，沿泵站路、新港路、白蕉二期海堤铺设后顶管过磨刀门至广昌泵站，管线全长21.0公里，管径为2.4米；（三）广昌泵站接口工程。在广昌泵站前增设前池，调节平岗泵站及裕洲泵站来水，改善广昌泵站吸水性能；（四）输水规模为40万吨/天的广昌泵站接管工程，包括广昌泵站机泵设备安装及广昌泵站至挂定角水道长2.8公里、管径2.0米的输水管道。該工程2007年完成後使咸潮期間供應澳門的原水的取水口由磨刀門北移20公里至平崗。
竹银水源工程是解决澳门、珠海咸期供水安全的关键工程。工程位于珠海市斗门区白蕉镇，珠江三角洲磨刀门水道右岸，工程由新建竹银水库、扩建月坑水库、新建月坑与竹银水库的连接隧洞、新建竹洲头泵站及输水管道组成。水库总库容4333万立方米，工程概算总投资9.559亿元。工程於2009年4月15日经珠海市水务管理局批复正式开工。2010年12月20日顺利实现竹洲头泵站及管线工程通水的阶段性目标。使咸潮期間供應澳門的原水的取水口由平岗再北移7.4公里。2011年4月19日，广东省委副书记、省长黄华华，澳门特别行政区行政长官崔世安，国家水利部部长陈雷共同为工程竣工剪彩，黄华华宣布工程竣工。工程建成后，可为澳门、珠海东区供水系统增加4011万立方米的调节库容，比现状6190万立方米增加65%，对提高供水系统调咸蓄淡能力、供水保证率、改善供水水质、应对突发水污染事件的应急处理能力，保障澳门、珠海供水的安全和稳定发挥重要作用。

## 原水資源

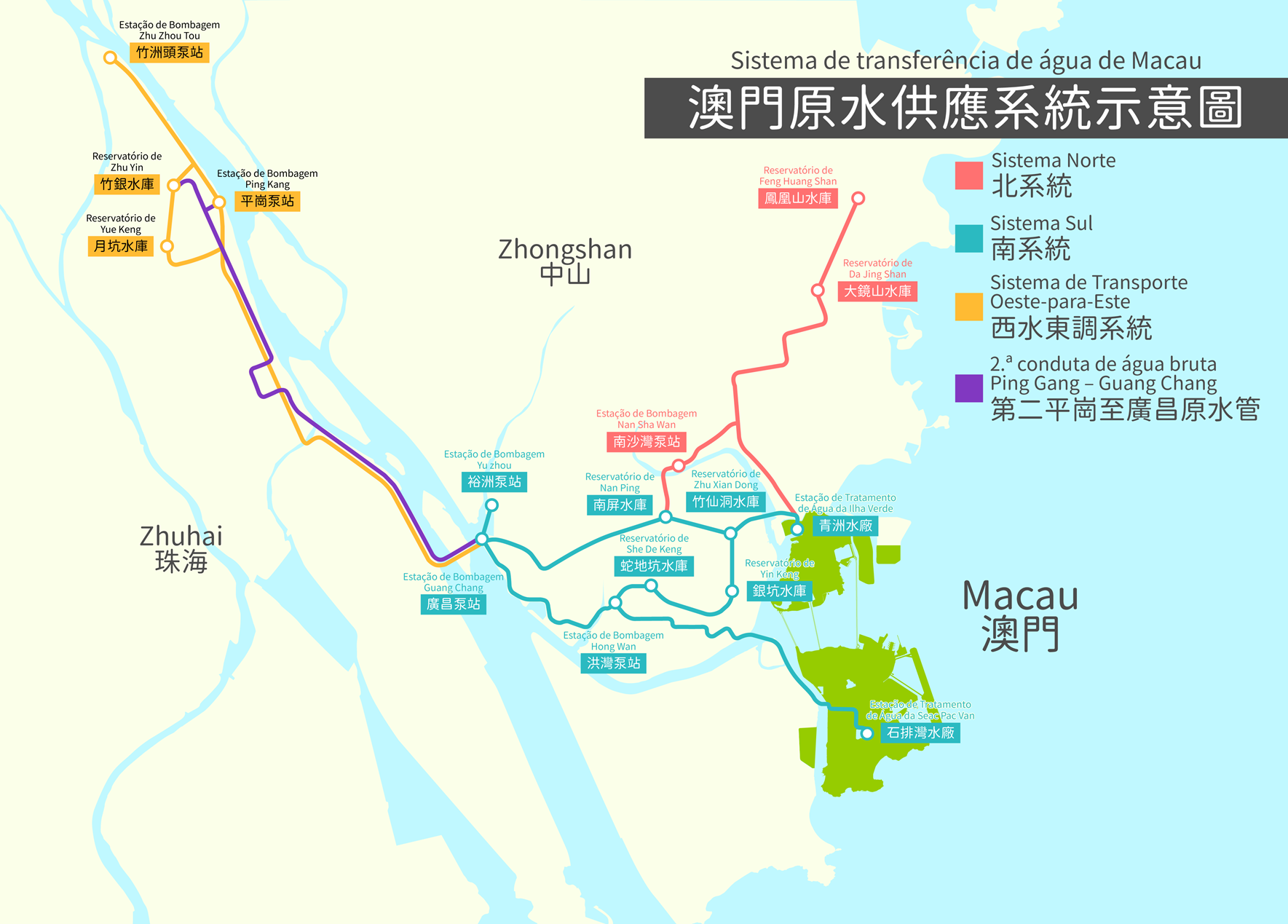
澳門原水供應系統示意圖

現今澳門的原水供應98%來自廣東省西江。正常情況下，原水首先自磨刀門水道經珠海掛定角吸水口，以重力方式輸往洪灣泵站，再引入竹仙洞水庫，最後通過輸水管輸送到澳門的青洲食水處理廠。
此外，珠海水務局亦在離掛定角以北約28.45公里和21.05公里磨刀門水道西岸設有竹洲頭泵站和平岗泵站，將水抽往竹銀水庫儲存。竹洲頭泵站、平岗泵站、竹銀水庫和洪灣泵站之間有管道相通，在出現咸潮或西江水受污染時可供應低咸度或不受污染的水予澳門。
多餘的原水則輸往新口岸水塘或再引到石排灣水庫作儲備。另外，雨水還會儲存於石排灣水庫、九澳水庫及黑沙水庫。

### 珠海供澳水源設施
珠海市的原水系統主要由南系統、北系統及西水東調系 統組成，南系統為對澳門供水的主力系統，北系統負責珠海 東城區供水為主，而西水東調系統是在鹹潮期間保障澳門和 珠海東區的供水安全，負責向南、北系統供應原水。現時的 原水取水口分布於西江下游磨刀門水道上，由上而下分別為 竹洲頭泵站、平崗泵站及廣昌泵站。
隨著珠海市發展需要，原供澳原水主要取水口掛定角水 閘及引水明渠區域將改建為珠海市洪灣中心漁港區。而沿用 達 27 年的掛定角水閘已於 2016 年中停用，其取水功能改 由位於掛定角水閘上游約 2 公里的廣昌泵站承擔，取水規模 為每日 100 萬立方米。

#### 西水東調系統
- 竹銀水庫
- 平崗泵站
- 竹洲頭泵站
- 月坑水庫

#### 南系統
- 竹仙洞水庫
- 廣昌泵站
- 裕洲泵站
- 南屏水庫
- 蛇地坑水庫
- 洪灣水閘及泵站
- 銀坑水庫

#### 北系統
- 大鏡山水庫
- 鳳凰山水庫

### 澳門各儲水設施

#### 澳門水庫庫容
現時澳門各儲水設施和儲水量如下：
| 地點       | 興建時間              | 集水面積 （平方公里） | 最大庫容 （萬立方米）        | 有效庫容 （萬立方米） | 備註                     |
| ---------- | --------------------- | --------------------- | ---------------------------- | --------------------- | ------------------------ |
| 大水塘     | 20 世紀 30 年代       | 0.24                  | 190                          | 160                   |                          |
| 石排灣水庫 | 20 世紀 60 至 70 年代 | 0.63                  | 45                           | 30                    |                          |
| 九澳水庫   | 20 世紀 70 年代       | 0.21                  | 擴容工程後將由34增至大約70   | ---                   | 現正進行擴容工程         |
| 黑沙水庫   | 20 世紀 70 年代       | 0.12                  | 20                           | ---                   | 現在主要供市民作休憩之用 |
| 總計       | ---                   | 1.2                   | 九澳水庫擴容後將由289增至325 | 190                   |                          |

#### 高位水池容量
| 高位水池 | 最大容量 （萬立方米） |
| -------- | --------------------- |
| 松山50   | 2.60                  |
| 松山 70  | 0.35                  |
| 氹仔 50  | 2.04                  |
| 氹仔 70  | 0.24                  |
| 總計     | 5.23                  |

## 供水處理
澳門現有四個食水處理廠，分別是青洲水廠、大水塘水廠、路環水廠和石排灣水廠。青洲水廠主要供給澳門半島；大水塘水廠主要供給澳門半島新口岸區及氹仔低區部份；路環水廠則供應路環及氹仔高區部份。自來水在輸送給用戶飲用前，會在水廠經過物理、化學處理及消毒等處理程序。
另外，澳門監控飲用水水質的機關是市政署化驗所，專責在三個水廠、供水網收集和提取原水水樣進行微生物化驗和物理、化學分析來評估水質，確保水質符合歐盟標準。

## 外部參考
- 澳門百業（續編）：十八 澳門水務史
- 澳門百科全書：淡水資源
- 澳門自來水有限公司：澳門供水歷史